# Носаті жаби
Носаті жаби (Rhinophrynidae) — родина земноводних підряду Mesobatrachia ряду Безхвості. Має 4 роди, з яких 3 є вимерлими, та 5 видів. Інша назва «риючі жаби».

## Опис
Загальна довжина представників цієї родини досягає 10—12 см. За своєю будовою схожа на інших земноводних свого підряду. Особливістю є будова морди, яка дозволяє чудово рити ґрунт, вкопуватися до нього на значну глибину. У забарвленні переважають темні кольори.

## Спосіб життя
Полюбляють сухі місцини. Значний час перебувають під землею. Активні вночі. Живляться дрібними безхребетними.
Це яйцекладні амфібії.

## Розповсюдження
Ареал охоплює Північну та Центральну Америку.

## Роди
- Rhinophrynus
- †Chelomophrynus
- †Eorhinophrynus
- †Rhadinosteus